# Douze Hommes en colère (pièce de théâtre)
Pour les articles homonymes, voir Douze Hommes en colère.

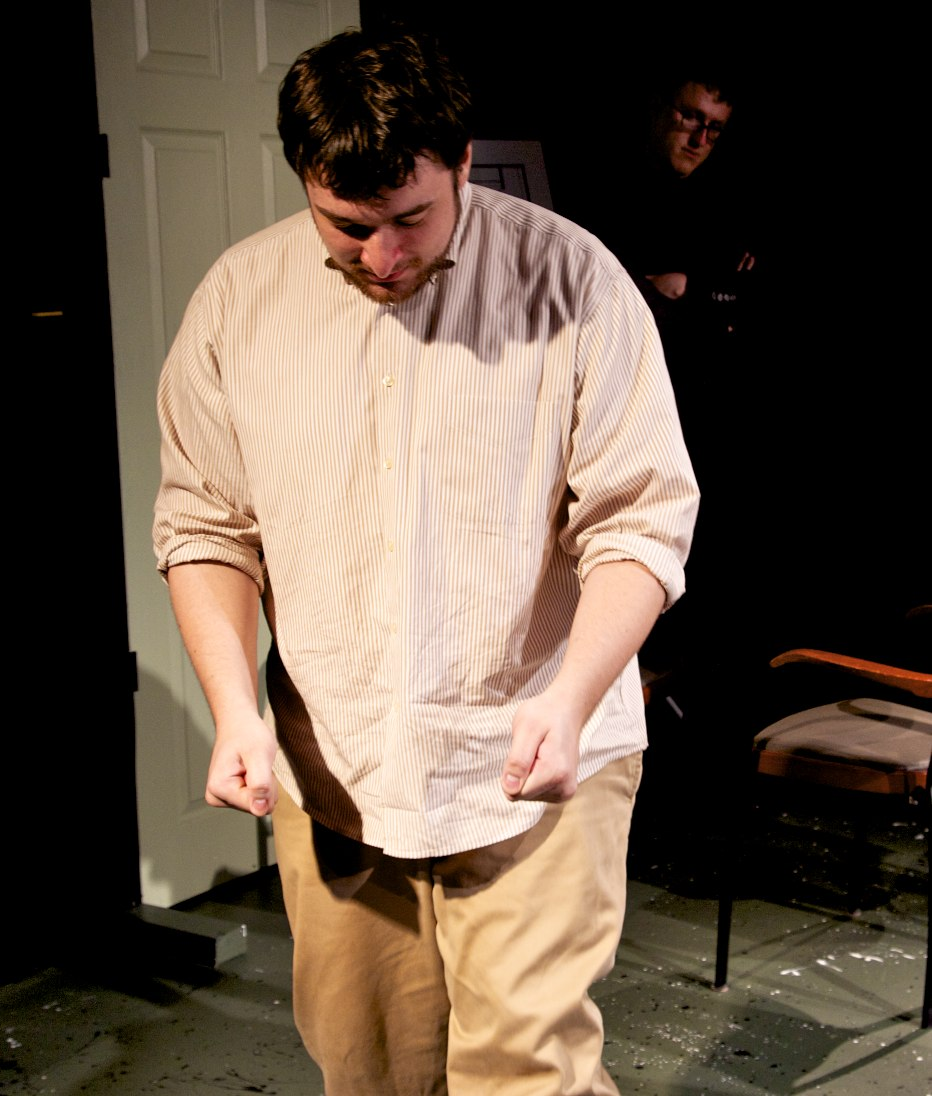
Flat Earth Theatre présente Twelve Angry Jurors de Sherman Sergel. Du 24 avril au 2 mai 2009. Avec Michael Wayne Smith et Coriana Hunt.

Douze Hommes en colère (Twelve Angry Men) est une pièce de théâtre écrite en 1954 après que son auteur, Reginald Rose, a été juré dans une affaire assez macabre. Elle a été adaptée en français par André Obey, en 1958, et par Francis Lombrail en 2017.

## Intrigue
Il s'agit d'un huis clos entre les jurés du procès d'un adolescent noir de seize ans accusé d'avoir poignardé son père.
S'ils rendent le verdict « coupable », plus rien ne s'opposera à la peine de mort.
Tout accuse le suspect : la voisine d'en face l'a vu, le vieil homme du dessous l'a entendu, un commerçant lui a vendu le soir même du meurtre le couteau que l'on a retrouvé dans le corps de son père. Pourtant lors du vote qui doit décider du verdict final, un juré ne lève pas la main pour le désigner coupable. Sa raison : « il n'est pas sûr ». L'unanimité étant requise, ont lieu deux heures de débat où chacun prend une position qui ne cesse de changer au rythme des arguments qui apparaissent, des révélations qui se font, des faits établis qui se désagrègent.

## Les personnages
- Juré no 1 : 40-50 ans, entraîneur de football et président de ce jury dont il ne comprend pas les doutes. Il change tardivement son vote pour "non coupable".
- Juré no 2 : 35 ans, employé de banque, il ne prend pas tellement part à la discussion et n'ose pas vraiment s'affirmer au début de la pièce. Il a confiance dans le système judiciaire ; convaincu par certains éléments dévoilés pendant le débat, il change d'avis assez vite.
- Juré no 3 : 50 ans, petit patron d'une entreprise de trente-sept employés. Sa haine de l'accusé qui s'explique au cours de la pièce est telle qu'il est le dernier à persister à voter "coupable".
- Juré no 4 : 35-40 ans, courtier en bourse, c'est un homme sérieux et concentré qui ne s'appuie que sur les faits, qui sont a priori contre l'accusé. Il vote donc coupable très longtemps mais un élément raisonnable le fera finalement douter.
- Juré no 5 : 25 ans, chômeur, il est né dans la zone (comme l'accusé), il croit être seul à comprendre les circonstances atténuantes de l'accusé, et prend l'affaire de façon très personnelle. Il vote "non coupable" dans les premiers.
- Juré no 6 : 40 ans, peintre en bâtiment. Même s'il affirme "Penser, moi j'ai pas l'habitude.", il réfléchit beaucoup à cette affaire car, contrairement au juré no 10, il n'a pas le sentiment de perdre son temps.
- Juré no 7 : 50 ans, représentant de commerce, il est convaincu de la culpabilité de l'accusé et se méfie des "intellectuels qui lui bourrent le mou". Rien ne le fera changer d'avis, et c'est pour rentrer chez lui et aller voir son match de baseball qu'il votera "non coupable", sans conviction.
- Juré no 8 : 40-45 ans, architecte, il est le premier à voter "non coupable", suscitant l'agacement puis le doute des autres jurés. Il démonte un à un les éléments de l'accusation et inverse ainsi la tendance, jusqu'à obtenir l'unanimité pour "non coupable".
- Juré no 9 : 60-65 ans, retraité. Il se montre compréhensif et attentif à tous les éléments. Il suit le juré no 8 et convainc par la raison plusieurs autres jurés.
- Juré no 10 : 40-50 ans, garagiste. Le retournement de situation l'exaspère car il veut en finir au plus vite. Sous la pression de tous ceux qui ont changé d'avis, il révèle ensuite le racisme qui motive son vote.
- Juré no 11 : 55 ans, horloger d'origine d'Europe de l'Est, il est victime du racisme des jurés no 3, 7 et 10, et se montre alors solidaire de l'accusé.
- Juré no 12 : 30 ans, rédacteur de publicité, il change trois fois de vote, suivant les argumentations des différents jurés.

## Adaptations

### Théâtre
Adaptations francophones
- Douze Hommes en colère, adaptation française d'André Obey, théâtre en direct sur la télévision belge (RTBF), diffusée avant 1969 (extrait vidéo)
- Douze Hommes en colère, adaptation française d'André Obey, dans le cadre de l'émission Au théâtre ce soir réalisée par Pierre Sabbagh, diffusée en 1970 au Théâtre Marigny.
- Douze Hommes en colère, adaptation d'André Obey, mise en scène de Stephan Meldegg, jouée au théâtre de Paris du 8 octobre 2009 au 5 janvier 2010 avec Michel Leeb, Alain Doutey et Pierre Santini.
- Douze Hommes en colère, adaptation d'André Obey mise en scène de Carine Lefort/ Compagnie THEATRE343 à l'ACTE2 THEATRE à Lyon Avril 2013.
- (Des)Libérations, adaptation mixte (les jurés n°1, 8, 11 et 12 sont des femmes), mise en scène par Miguel Canelha, jouée par la compagnie Entêka au théâtre Les Enfants Terribles à Paris du 5 au 10 octobre 2018.
- Douze Hommes en colère, adaptation française de Francis Lombrail, mise en scène Charles Tordjman, créée le 5 octobre 2017 au Théâtre Hébertot, à Paris.

### Cinéma/Télévision
- Douze Hommes en colère, film réalisé par Sidney Lumet, sorti en 1957, avec Henry Fonda dans le rôle de Davis, le juré no 8
- Douze Hommes en colère, téléfilm réalisé par William Friedkin, diffusé en 1997
- 12, film russe de Nikita Mikhalkov en 2007.

### Divers
- Douze Inconnus, scénario de jeu de rôle grandeur nature publié dans le magazine GN Mag no 10, paru en juin 2004